# We’re Going to Hell for This
We're Going to Hell for This, Over A Decade Of Perversions – album kompilacyjny norweskiej grupy black metalowej Carpathian Forest.

## Lista utworów
Opracowano na podstawie materiału źródłowego.
| Nr  | Tytuł utworu                                                   | Długość |
| --- | -------------------------------------------------------------- | ------- |
| 1.  | „The Angel and the Sodomizer”                                  | 4:25    |
| 2.  | „I Am Possessed”                                               | 4:22    |
| 3.  | „Bloody Fucking Nekro Hell”                                    | 1:05    |
| 4.  | „Bloodlust and Perversion” (Nowa wersja)                       | 3:47    |
| 5.  | „The Possibilities of Life's Destruction” (cover Discharge)    | 1:21    |
| 6.  | „In the Shadow of the Horns” (cover Darkthrone)                | 7:16    |
| 7.  | „In League With Satan” (cover Venom)                           | 5:23    |
| 8.  | „The Good Old Enema Treatment (Part II)”                       | 3:17    |
| 9.  | „Morbid Fascination of Death” (Live)                           | 2:44    |
| 10. | „Sadomasochistic” (Live)                                       | 4:03    |
| 11. | „Mask of the Slave” (Live)                                     | 4:21    |
| 12. | „Knokkelmann” (Live)                                           | 3:42    |
| 13. | „Bloodcleansing” (Live)                                        | 2:43    |
| 14. | „Return of the Freezing Winds” (Live)                          | 3:04    |
| 15. | „Doomed to Walk the Earth as Slaves of the Living Dead” (Live) | 3:10    |
| 16. | „He's Turning Blue” (Live)                                     | 2:46    |
| 17. | „Carpathian Forest” (Live)                                     | 2:51    |
| 18. | „Death Triumphant” (demo)                                      | 10:37   |
|     |                                                                | 1:10:57 |